# Edificio Xifré

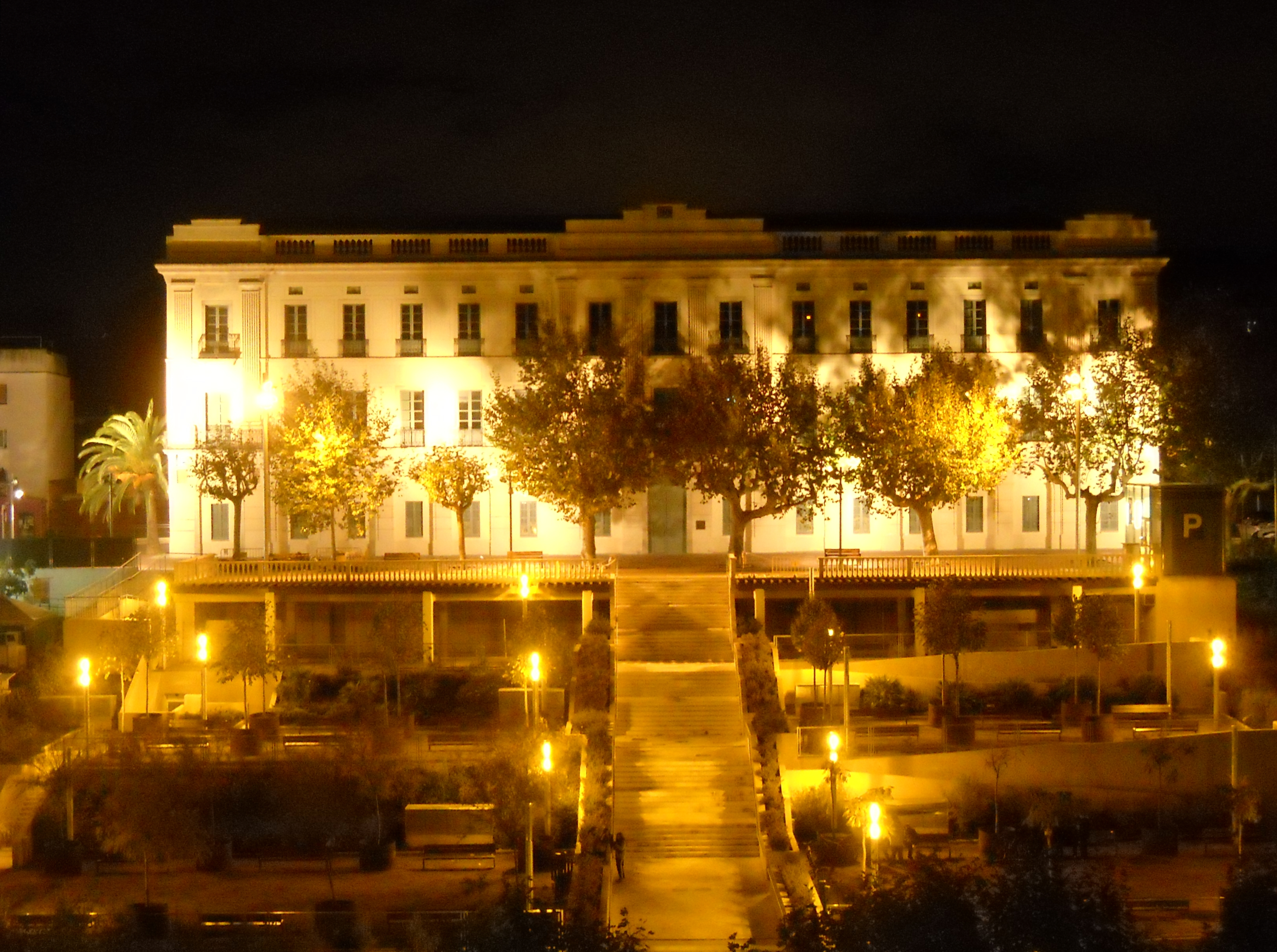
Visión nocturna de la fachada principal.

El edificio Xifré, también conocido como hospital Xifré, es un edificio público de Arenys de Mar construido por iniciativa del indiano José Xifré y Casas como «hospital para pobres enfermos», con escritura pública otorgada por el notario Joan Prats el 27 de diciembre de 1849, y un coste final de cerca de 500.000 pesetas.

## Edificio

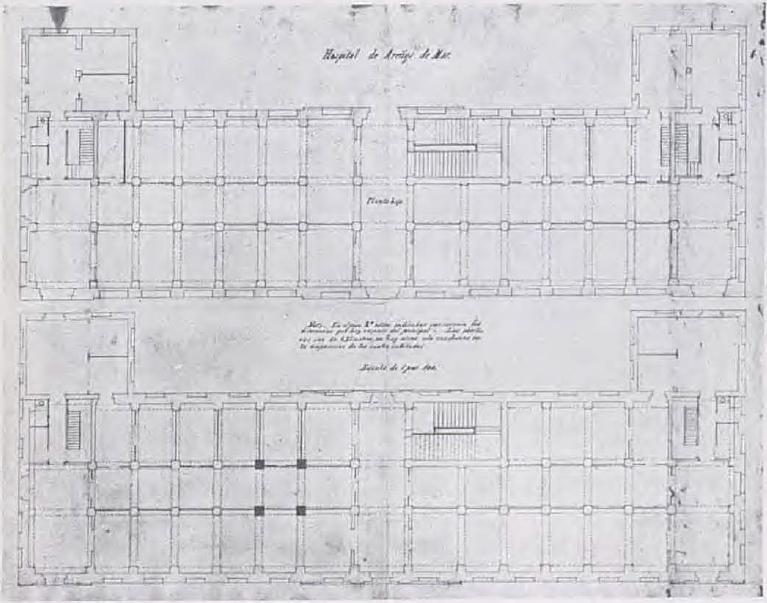
Planos levantados por Elías Rogent en 1873

El edificio ha sido atribuido a los arquitectos José Buixareu Gallart y  Francisco Villa, y es de estilo  neoclásico catalán. Tiene una planta en forma de "U", con un cuerpo rectangular de 53 x 14 m y con dos pequeños cuerpos que sobresalen en los extremos por la parte posterior alcanzando los 22 m. Todo el edificio está formado por bóvedas de cuatro puntos sobre pilares de ladrillo, formando tres largas crujías, que los dos extremos se convierten en cuatro (el sector que sobresale en las alas laterales es, de hecho, otra crujía). Tanto la planta baja como los dos pisos tienen la misma estructura. El exterior del edificio es bastante liso, con  pilastras acanaladas adosadas y una ligera cornisa en la división de los pisos. La planta baja está formada por una serie de arcos de medio punto, el primer y segundo piso tienen aberturas rectangulares en sentido vertical con balcones. Coronaban el edificio grupos escultóricos y un friso de terracota, ahora desaparecidos a causa de las heladas, que daban al conjunto un contraste cromático, característico de determinados edificios del neoclasicismo catalán.
Se empezó a construir en 1844 y las obras finalizaron en 1848. Las esculturas (hoy desaparecidas) fueron obra de Damià Campeny.

## Panteón de Josep Xifré i Casas
Al morir José Xifré en Barcelona, en su torre de  Horta, el 7 de agosto de 1856, su hijo, José Xifré Downing, gestionó el traslado de sus restos en la capilla del hospital de Arenys de Mar. Quiso darle construirle un magnífico mausoleo que encargó a Charles Gumery, que había conocido en uno de sus habituales estancias en París y, de este modo, desde el 7 de agosto de 1861 (cinco años después de su muerte), Xifré reposa en el panteón de la cripta del edificio Xifré con el siguiente epitafio: «José Xifré i Casas, quien, de su patrimonio, fundó esta casa para el cuidado de los enfermos ».

## Uso
- 1849-1866: Hospital
- 1867-1926: Escuela de las monjas francesas de la Presentación
- 1940-1959: Preventorio del Frente de Juventudes
- 1960-1980: Albergue juvenil asociado a la YHA.
- 1981-1989: Instituto de Bachillerato
- 1990-1996: Sede de los Juzgados de Arenys
- 1996-hoy: Escuela taller y otros servicios municipales